# Ciro Pollini
Prof. Dr. Cyrus Pollini ( Verona , 1782 - 1833 ) fue un médico, cirujano, filósofo, botánico, pteridólogo, micólogo, briólogo, y algólogo italiano.

## Algunas publicaciones

### Libros
- Pollini, C. 1810.  Elementi di botanica compilati da Ciro Pollini dottore in filosofia medicina e chirurgia ... con molte tavole in rame disegnate dall'autore volume 1. [-2.] Verona : Tipografía Moroni, 1810-1811. - 2 v. : il. ; 8º
- ----. 1816.  Viaggio al Lago di Garda e al Monte Baldo in cui si ragione delle cose naturali etc. Verona. Italia. 152 pp.
- ----. 1822. Flora Veronensis quam in prodromum Floræ Italiæ Septentrionalis exhibet Cyrus Pollinius tomus primus (-tertius). Verona : tipografía y edición Sociedad Tipográfica, 1822-1824. - 3 vols. 8º. 754 pp.
- Mayer, GF; C Pollini. 1827. Osservazioni meteorologiche del signor Gio. Federico Mayer, atte in Verona nell'anno 1827. Per commissione dell'Accademia d'agricoltura, commercio e arti. Osservazioni agrarie del signor Ciro dottor Pollini, fatte in Verona nell'anno
- ----. 1833.  Sulla nuova dottrina medica italiana o browniana riformata. Lettera al dottor Pietro Carpanelli. 39 pp.
- ----. 1833.  Catechismo agrario. 5.ª ed. Revisada y ampliada del primer impreso de la Academia de Agricultura, Comercio y Artes de Verona. Ed. Milano : Tip. di G. Silvestri, 1854. xvi + 335 pp. (contiene: noticia necrológica del autor, fasc. de febrero de 1833.

## Honores
- Instituto profesional «Ciro Pollini» de Mortara.

### Epónimos
Género
- (Poaceae) Pollinia (Spreng.)[1] Trin.[2]

Especies
- (Asteraceae) Leontodon pollinii Welw. ex Rchb.[3]
- (Caryophyllaceae) Silene pollinii Nyman[4]
- (Leguminosae) Genista pollinii Spreng. ex Pollini[5]
- (Orchidaceae) Orchis polliniana Spreng.[6]
- (Primulaceae) Primula polliniana Moretti[7]
- (Rosaceae) Rosa polliniana Spreng.[8]

- La abreviatura «Pollini» se emplea para indicar a Ciro Pollini como autoridad en la descripción y clasificación científica de los vegetales.[9]